# 4602-es mellékút (Magyarország)
A 4602-es számú mellékút egy bő tizenöt kilométer hosszú, négy számjegyű mellékút Pest vármegyében, a fővárosi agglomeráció dél-pesti részén; Vecsést kapcsolja össze Gyállal és Alsónémedivel.

## Nyomvonala
A 4-es főútból ágazik ki, annak 21+600 kilométerszelvénye táján, Vecsés központjában, dél-délnyugati irányban. Első szakasza két párhuzamos, egyirányú utcában húzódik, dél felé az Anna utcán, az ellenkező irányban pedig a Telepi úton. A két utca mintegy háromszáz méter után találkozik, onnan az útszámozás már kétirányú útpályán húzódik tovább, délnyugati irányban, a Telepi út nevet továbbvíve. Majdnem pontosan egy kilométer után, a város trianoni emlékműve mellett elhaladva nyugatnak, sőt északnyugatnak fordul, egy darabig párhuzamosan halad a Budapest–Záhony-vasútvonal vágányaival, majd körülbelül 400 méter után délnyugatnak fordul és szintben keresztezi a vasutat. Előtte pár lépéssel még kiágazik belőle a 46 301-es út (Bajcsy-Zsilinszky utca), ami a mintegy 250 méterrel északabbra fekvő Vecsés vasútállomást szolgálja ki.
A vasúti átkelőt elhagyva Dózsa György út néven folytatódik nagyjából a 2+400-as kilométerszelvényéig, ott (a Széchenyi utcánál) egy körforgalmú kereszteződése van, majd még délebbi irányba térve halad tovább, Gyáli út néven. Amire eléri a 3. kilométerét, elfogynak mellőle Vecsés házai, ezt követően ismét délnyugatnak fordul. A 4. kilométere táján, alig több, mint száz méteren belül két kereszteződése is van, előbb egy körforgalomból a 46 100-as ágazik ki belőle délkelet felé, amely az M0-s autóút innen két kilométerre található, a 36-os kilométerénél lévő csomópontjával köti össze az utat; majd ugyancsak délkelet felé a 46 302-es út, amiről egyelőre nem derült ki, hogy konkrétan hova vezet és miért minősül állami közútnak.

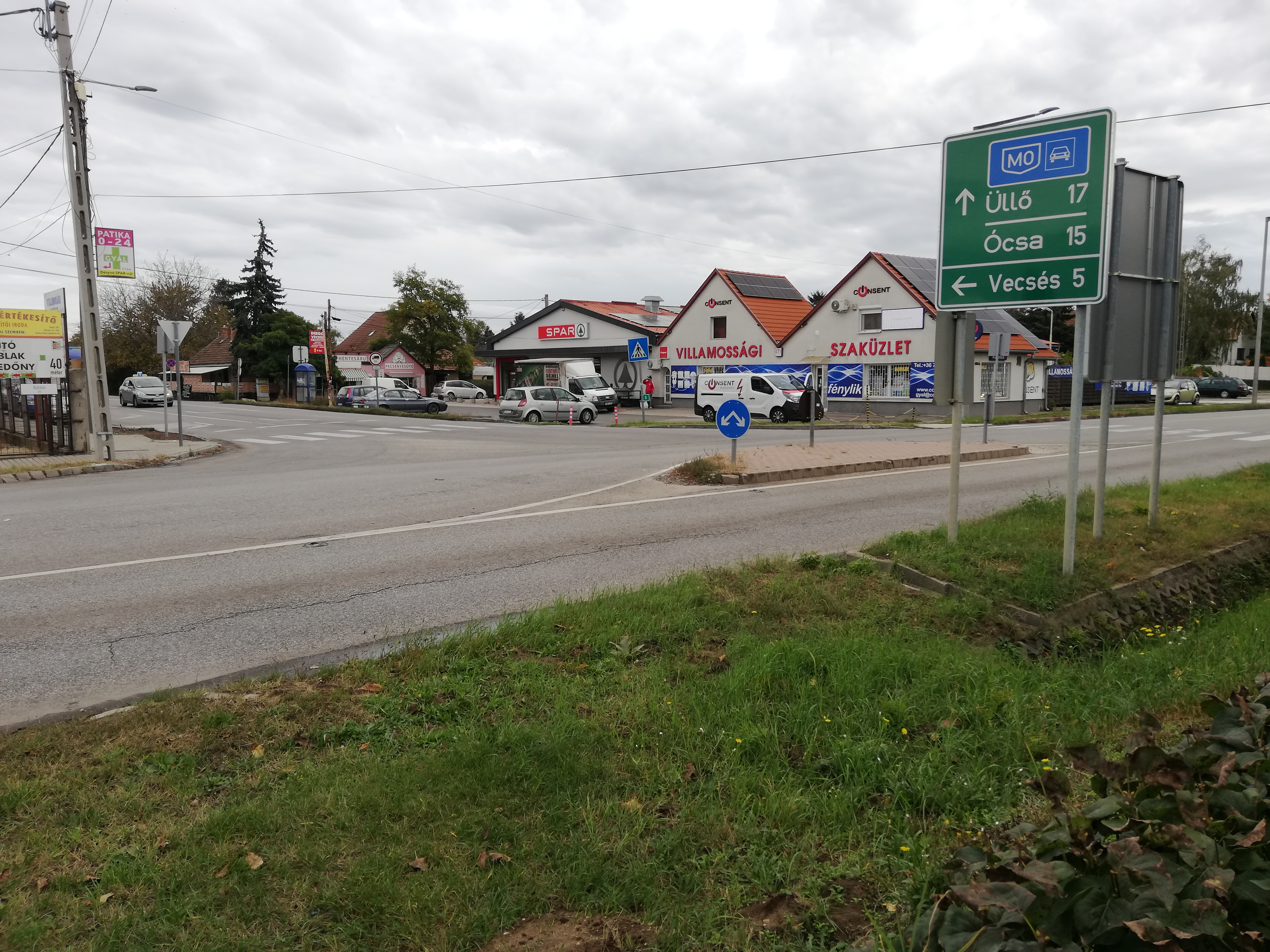
A vecsési elágazás Gyálon

Ez utóbbi út már Gyál határútja: innét a 4602-es út a Gyáli járás névadó településén (és egyben székhelyén) halad tovább, Vecsési út néven, méghozzá immár egyből a város lakott területei között. 5,8 kilométer után éri el a város északnyugat-délkeleti irányú főútját, a Kőrösi út nevet viselő 4601-es utat, itt egy rövid szakaszon azzal közös nyomvonalra fordul, délkeleti irányba, majd alig száz méter után újra délnyugatnak indul tovább, Bem József utca néven. 6,1 kilométer után szintben keresztezi a Budapest–Lajosmizse–Kecskemét-vasútvonalat, és nagyjából 6,5 kilométer megtételét követően ki is lép a város belterületéről. Egy ideig még áruházak, ipari létesítmények között halad, majd a 7+600-as kilométerszelvényénél lévő körforgalom után külterületre ér.

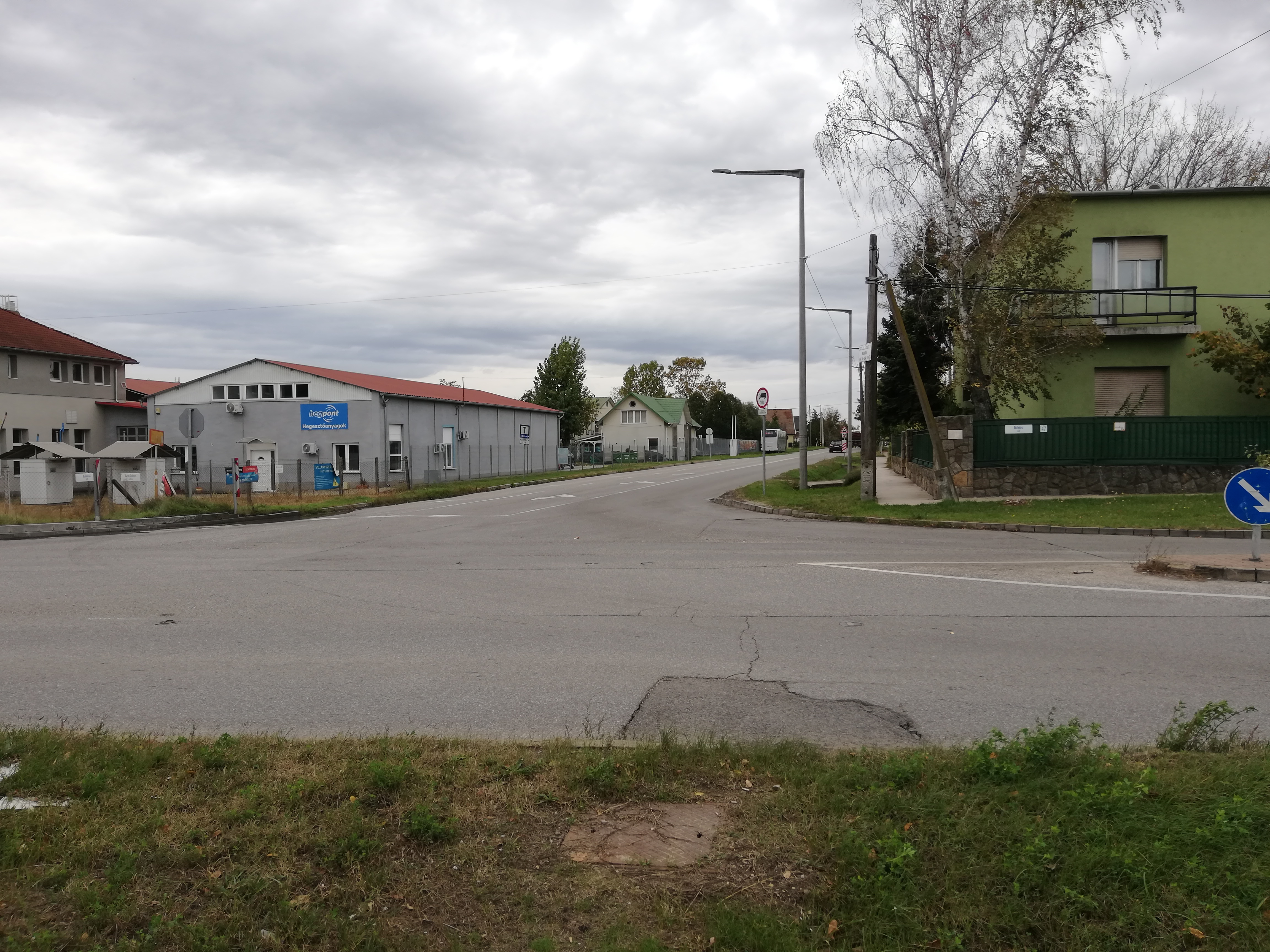
Gyál, alsónémedi elágazás

A 9. kilométere táján szinte ugyanott halad el az M5-ös autópálya és az M0-s autóút felett, ahol e kettő egymást is keresztezi, az M5-össel csomópontja is van, az M0 fölött csak áthalad; egyben délkeleti irányba fordul. Kevéssel a 11. kilométerének elérése előtt újra délnyugati irányt vesz, majd belép Alsónémedi területére. A 12+800-as kilométerszelvényénél, körforgalmú csomóponttal keresztezi a Soroksár határszélétől Ócsa központján át Dabasig húzódó 4604-es utat, amely itt a 4. kilométerénél jár. 14,6 kilométer után éri el Alsónémedi első házait, ott a Somogyi Béla utca nevet viseli. Az 5-ös főútba beletorkollva ér véget, annak 24+200-as kilométerszelvényénél.
Teljes hossza, az országos közutak térképes nyilvántartását szolgáló kira.gov.hu adatbázisa szerint 15,227 kilométer.

## Települések az út mentén
- Vecsés
- Gyál
- Alsónémedi

## Története
1934-ben a kereskedelem- és közlekedésügyi miniszter 70 846/1934. számú rendelete harmadrendű főúttá nyilvánította, 401-es útszámozással. A döntés érdekessége, hogy (a rendelet alapján készült térkép tanúsága szerint) abban az időben még teljes hosszában kiépítetlen volt.